# Down to Earth (Jem)
Down to Earth è il secondo album della cantante britannica Jem pubblicato ufficialmente il 16 settembre 2008 Negli Stati Uniti, in Canada, Giappone e Sudafrica. L'album è stato successivamente pubblicato il 2 febbraio 2009 in Regno Unito, mentre sempre a febbraio e marzo l'album è stato pubblicato nei vari paesi europei, tra cui anche l'Italia dove l'album, inizialmente previsto per il 6 marzo, è uscito nei negozi il 20 marzo 2009.
Il primo singolo estratto è stato It's Amazing, canzone presente anche nella colonna sonora di Sex and the City. Il singolo è stato pubblicato il 3 giugno 2008 negli Stati Uniti e il 2 febbraio 2009 in Europa. Il singolo ha ottenuto un buon riscontro anche in Italia, con vari passaggi in radio e nei principali canali musicali.
Come secondo singolo è stato invece estratto Crazy, pubblicato il 26 agosto 2008 solo per il mercato nordamericano. Il 26 maggio 2009 è stato invece pubblicato il terzo singolo dall'album, And So I Pray, ma solamente come promozionale.
Il 26 ottobre 2009 è stato pubblicato invece l'ultimo singolo dall'album, I Want You To..., accompagnato da un videoclip diretto dalla stessa Jem.
L'album è stato accolto dalla critica in maniera sostanzialmente positiva. Il disco a livello commerciale ha ottenuto buoni risultati negli Stati Uniti, mentre ha ottenuto risultati deludenti nei paesi Europei, soprattutto in paragone all'album di debutto.

## Tracce
1. Down to Earth
2. Crazy
3. I Want You To...
4. It's Amazing
5. Keep On Walking
6. You Will Make It (feat. Vusi Mahlasela)
7. I Always Knew
8. Got It Good
9. Aciiid!
10. How Would You Like It
11. And So I Pray
12. On Top of the World

Bonus iTunes
- Forever and a Day

Barnes & Noble Exclusive
- And So I Pray (Acoustic Version)
- Écouter (feat. Carmen Rizzo)

## Singoli
- It's Amazing (2008)
- Crazy (2008)
- And So I Pray (2009)
- I Want You To... (2009)

## Classifiche
| Classifica (2008-09) | Posizione |
| -------------------- | --------- |
| Stati Uniti          | 43        |
| Regno Unito          | 64        |
| Germania             | 91        |